# 시즈오카현 후지산 세계유산센터
시즈오카현 후지산 세계유산센터(일본어: 静岡県富士山世界遺産センター 시즈오카켄 후지산 세카이이산센타[*])는 일본 시즈오카현 후지노미야시에 있는 박물관이다. 세계유산에 등재된 후지산의 보호, 보존, 정비를 위한 거점 시설이자 학술 조사 기능을 겸비한 시설이다. 사카사후지로 된 외관이 특징이다. 후지산 본궁 센겐 대사와의 제휴를 도모하고 있다. 관내는 북동·서동·전시동으로 구성되어 있으며, 전시동은 사계절의 후지산 등산을 체험할 수 있으며 최상층에 도착하면 실제 후지산을 볼 수 있다.